# Podróż apostolska Jana Pawła II do Polski (1979)

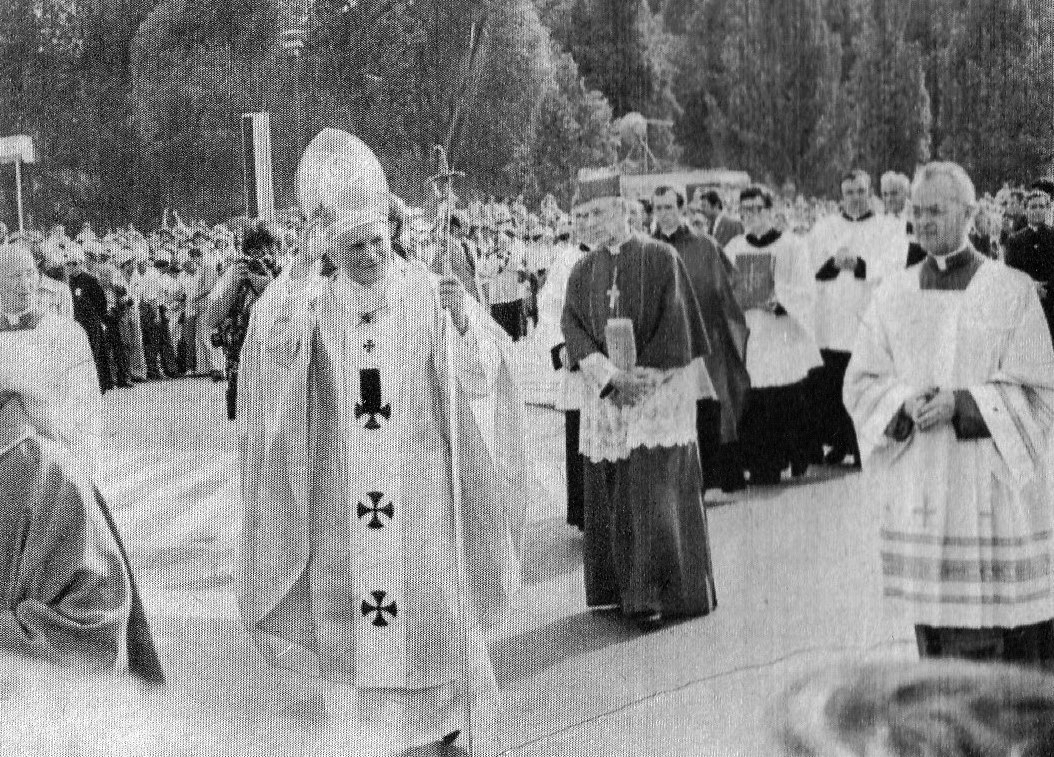
Papież Jan Paweł II i kardynał Stefan Wyszyński w drodze na plac Zwycięstwa w Warszawie, 2 czerwca 1979

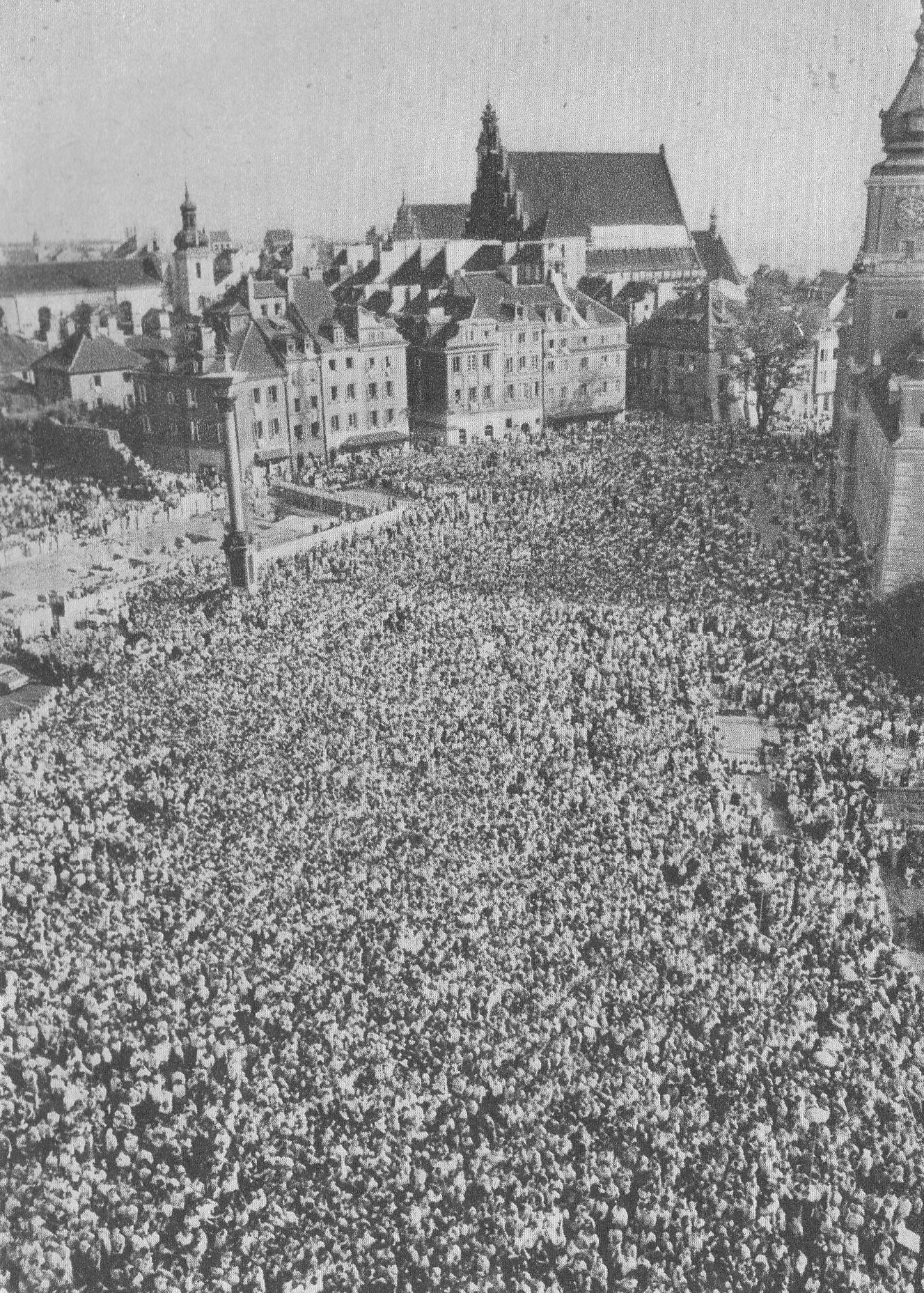
Spotkanie z młodzieżą przed kościołem św. Anny w Warszawie, widok z wieży kościoła na plac Zamkowy, 3 czerwca 1979

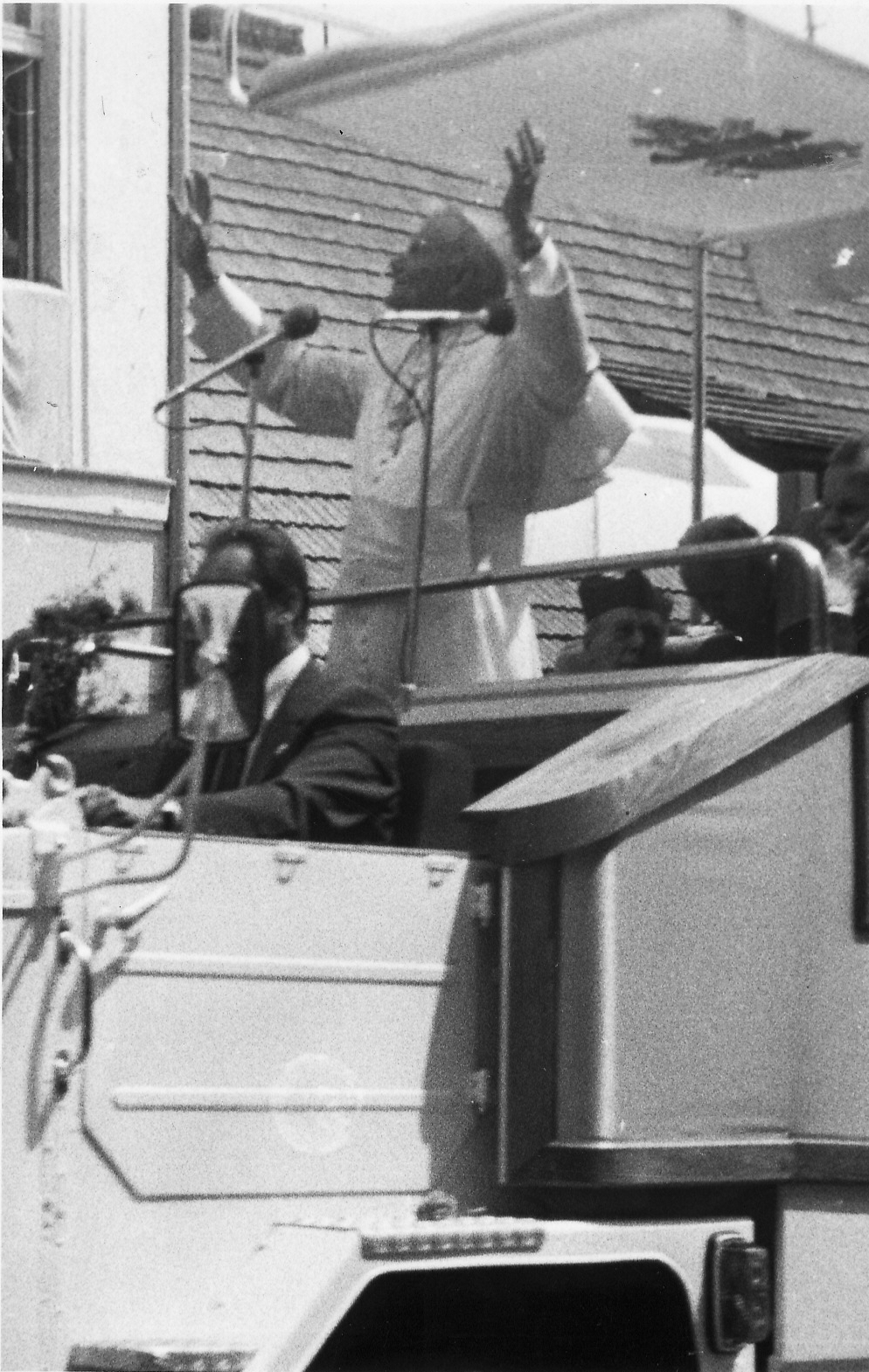
Jan Paweł II w Gnieźnie (1979)

Pierwsza pielgrzymka Jana Pawła II do Polski przebiegała pod hasłem Gaude Mater Polonia.
Odbywała się w dniach od 2 czerwca do 10 czerwca 1979.

## Opis
Planowana przez papieża Polaka pielgrzymka do Polski niepokoiła komunistyczne władze. Ówczesne polskie władze przewidywały, że biskup Rzymu może rozbudzić aspiracje wolnościowe Polaków. Szczególne obawy zrodził planowany termin wizyty: dziewięćsetna rocznica męczeńskiej śmierci św. Stanisława – biskupa. Przywódca Związku Radzieckiego Leonid Breżniew, sugerował, by nie zezwolić papieżowi na wjazd do Polski. Napotkawszy na determinację ze strony I sekretarza PZPR Edwarda Gierka, ostrzegał: Róbcie jak uważacie, bylebyście wy i wasza partia później tego nie żałowali.
W sobotę 2 czerwca 1979 o godz. 10:07 samolot z Janem Pawłem II na pokładzie wylądował w Warszawie na lotnisku Okęcie. Miały miejsce oficjalne powitanie, wizyta w katedrze, a następnie w Belwederze u szefa partii Edwarda Gierka. Tego samego dnia po południu, pośród wiwatującego tłumu, papież przybył odkrytym samochodem na stołeczny plac Zwycięstwa (od 1990 plac marsz. Józefa Piłsudskiego). Padły słynne później słowa: Wołam, ja, syn polskiej ziemi, a zarazem ja, Jan Paweł II, papież. Wołam z całej głębi tego Tysiąclecia, wołam w przeddzień Święta Zesłania, wołam wraz z wami wszystkimi: Niech zstąpi Duch Twój! Niech zstąpi Duch Twój i odnowi oblicze ziemi. Tej ziemi!

Ostatnie dwa zdania tego wezwania stały się jednym z pierwszych haseł powstałej rok później „Solidarności”. 
- Polityczne: Chodziło tu o wezwanie do walki o zmianę ustroju z totalitarnego na demokratyczny.
- Duchowe: Papież nawoływał również do nawrócenia się.

Papież odwiedził:
- Warszawę (2-3 VI)
- Gniezno (3-4 VI)
- Częstochowę (4-6 VI)
- Kraków (6 VI)
- Kalwarię Zebrzydowską (7 VI)
- Wadowice (7 VI)
- Oświęcim (7 VI)
- Nowy Targ (8 VI)
- ponownie Kraków (8-9-10 VI)

W samym Krakowie do „zabezpieczenia” pielgrzymki zaangażowano 480 tajnych współpracowników, w tym przynajmniej kilkudziesięciu duchownych. Do zadań Służby Bezpieczeństwa należało m.in. przenikanie jej agentów do kierownictwa kościelnych służb porządkowych by ograniczyć liczbę uczestników spotkań z papieżem. W tym celu przechwytywano i niszczono karty wstępu na msze święte w Warszawie i Krakowie.

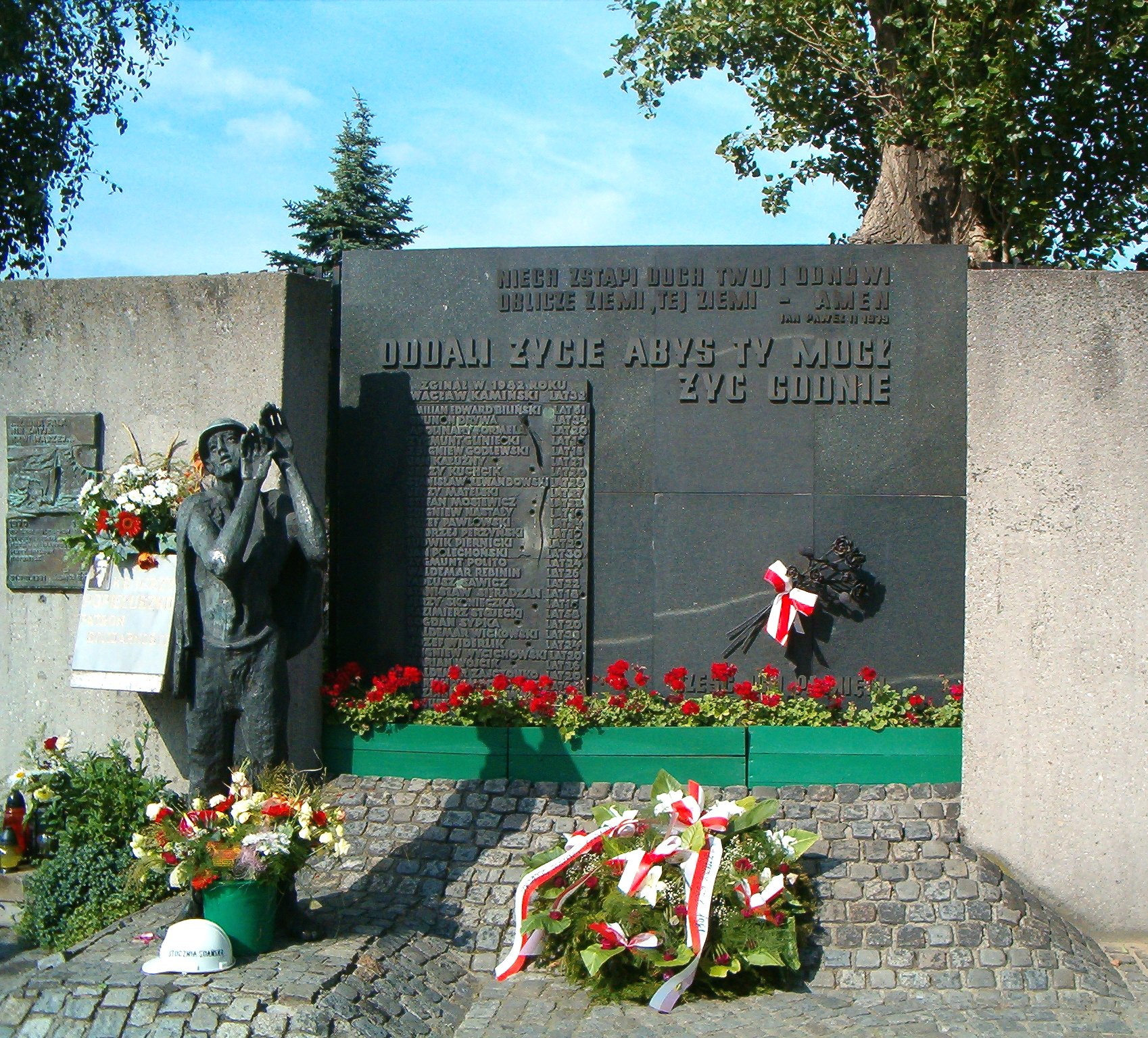
Słowa papieża pod pomnikiem Poległych Stoczniowców 1970 (2005)

## Zapis dźwiękowy
I Pielgrzymka Ojca Świętego Jana Pawła II do Polski 1979 to także album wydany w wersji CD oraz audio. Stanowi ponad 70-minutowy zapis pierwszej pielgrzymki papieża Jana Pawła II do Polski w dniach od 2 do 10 czerwca 1979.
Pierwotny zapis tej pielgrzymki ukazał się na dwóch płytach winylowych w Niemczech w 1979 roku. Bardzo mało Polaków mogło go jednak posiadać z uwagi na rządy władz komunistycznych w Polsce. Ów dwupłytowy album wydała niemiecka firma Polydor/Deutsche Grammophon.
W 1999 dokumentację tej historycznej wizyty wydano na płycie CD oraz w wersji audio. Okazją do wydania płyty było 20-lecie pontyfikatu papieża Polaka. Na płycie znalazły się kolejno:
1. Fragmenty homilii wygłoszonej przez papieża na placu Zwycięstwa w Warszawie (dzisiejszy plac Piłsudskiego) z 2 czerwca 1979 (18:12)
2. Fragment spotkania z młodzieżą przed kościołem Św. Anny w Warszawie z 3 czerwca 1979 (6:52)
3. Fragment homilii z Katedry Św. Wojciecha w Gnieźnie z 2 czerwca 1979 (15:02)
4. Akt papieskiego zawierzenia Polski Matce Boskiej Częstochowskiej na Jasnej Górze w dniu 4 czerwca 1979 (4:58)
5. Fragment homilii z Wadowic z 7 czerwca 1979 (2:53)
6. Fragment homilii wygłoszonej w Obozie Zagłady w Oświęcimiu-Brzezince z 7 czerwca 1979 (15:02)
7. Pożegnanie Polski i błogosławieństwo papieskie z 10 czerwca 1979 (2:20)
8. 12 pieśni („Liczę na Ciebie Ojcze”, „Czarna Madonna”, „Alleluja”, „Do Polski”, „Piękna wiosna”, „Pieśń ludowa I”, „Pieśń ludowa II”, „Czerwony pas”, „Do Matki Boskiej z Wybrzeża”, „Sto lat”, góralskie „Sto lat” i „Chrystus Królem”) (11:16)

W 2009 z okazji trzydziestej rocznicy pielgrzymki zapis homilii i przemówień, udostępniony przez Radio Watykańskie, został dołączony w postaci CD do 86. numeru tygodnika katolickiego Gość Niedzielny. Na płycie znalazły się kolejno:
1. Przemówienie powitalne na lotnisku Warszawa Okęcie z 2 czerwca (3:53)
2. Homilia w czasie Mszy św. na placu Zwycięstwa z 2 czerwca (13:10)
3. Przemówienie do młodzieży akademickiej przed kościołem św. Anny z 3 czerwca (11:32)
4. Homilia w czasie Mszy św. na Wzgórzu Lecha w Gnieźnie z 3 czerwca (10:21)
5. Homilia w czasie Mszy św. przed szczytem Jasnej Góry z 4 czerwca (5:34)
6. Homilia w czasie Mszy św. dla pielgrzymów z Górnego Śląska i Zagłębia Dąbrowskiego (8:27)
7. Spotkanie z młodzieżą akademicką KUL na Jasnej Górze 6 czerwca (7:26)
8. Homilia w czasie Mszy św. na Błoniach w Krakowie 10 czerwca (9:24)
9. Przemówienie pożegnalne w Krakowie-Balicach w dniu 10 czerwca (4:06)[4]